# Lengyel złoty
A lengyel złoty (IPA: [ˈzwɔtɨ]  hallgasd meg lengyelül: Polski złoty, kiejtése kb. zuoti, de magyarul "zlotyi" a legelterjedtebb kiejtés) Lengyelország jelenlegi hivatalos pénzneme, váltópénze a grosz (kiejtése: gros; 1 złoty = 100 grosz). A złoty szó lengyelül aranyból valót jelent, így a pénznév a gulden megfelelőjének tekinthető. A grosz megfelel a magyar garas, illetve a német Groschen pénznévnek.
Az Európai Unió tagjaként Lengyelország köteles bevezetni az eurót. 2022-ben a közvélemény-kutatások szerint a lengyelek közel 60%-a támogatja a złoty leváltását.

## Története
Az 1950 óta használt złoty (ISO 4217-kód: PLZ) az 1980-as évek szükségállapotai és gazdasági válságai során elinflálódott, de a kilencvenes évek elején sikerült megfékezni az inflációt és stabilizálni az árfolyamot. A złoty 1990. január 1. óta konvertibilis. A javuló gazdasági kilátások és a pénzügyi stabilitás lehetővé tette a valutareformot, 1995. január 1-jén bevezették az új złotyt, amely 10 000 régivel volt egyenlő.
2006. október 16-án ötven złotys emlékbankjegyet bocsátottak ki II. János Pál pápa tiszteletére.
Többszöri halasztás után, 2012-ben arról számolt be a lengyel pénzügyminiszter, hogy nem tűznek ki csatlakozási időpontot az euró bevezetésére, mivel az eurózónában további szerkezeti átalakításokat kell végrehajtani, hogy biztonságos legyen az. További akadály a lengyel euró előtt, hogy a lengyelek 68 százaléka ellenzi a közös európai valutát. A másik a lengyel alkotmány, amely szerint a valutakibocsátás és a monetáris politika meghatározásának joga a nemzeti bankot illeti. Ezt át kellene adni az Európai Központi Banknak, ám ehhez kétharmados többségre lenne szükség a parlamentben.

## Árfolyamrendszere
A lengyel złoty szabadon lebegő (rugalmas árfolyamrendszer).
Lengyelországban 1991 októberétől 2000 áprilisáig csúszó árfolyamrendszert alkalmaztak (csúszó leértékelések), először árfolyamsáv nélkül, majd fokozatosan szélesedő árfolyamsávval. A sáv a középparitás körül +/- 15% szélességű volt (tehát összesen 30%), amikor 2000-ben teljesen eltörölték és a złoty szabadon lebegővé lett. A Lengyel Nemzeti Bank az inflációs célkövetés rendszerét alkalmazza.
A csúszó leértékelés rendszerének hitelessége Lengyelországban gyengébb volt, mint a hasonló, 1995-ben bevezetett magyar rendszer, utóbbitól eltérően ugyanis egyszeri árfolyamkiigazításokkal kombinálták: a złotyt kétszer leértékelték – 10,7, illetve 7,4%-kal – és egyszer 6%-kal felértékelték. A csúszás mértéke kezdetben havi 1,8% volt, ami a rendszer alkalmazásának végéig csökkent.

## Érmék
| Névérték | Műszaki paraméterek | Műszaki paraméterek | Műszaki paraméterek                     | Műszaki paraméterek |
| Névérték | Átmérő              | Tömeg               | Összetétel                              | Perem               |
| -------- | ------------------- | ------------------- | --------------------------------------- | ------------------- |
| 1 grosz  | 15,5 mm             | 1,64 g              | bronz                                   | recés               |
| 2 grosz  | 17,5 mm             | 2,13 g              | bronz                                   | sima                |
| 5 grosz  | 19,5 mm             | 2,59 g              | bronz                                   | sima és recés       |
| 10 grosz | 16,5 mm             | 2,51 g              | kuprónikkel                             | sima és recés       |
| 20 grosz | 18,5 mm             | 3,22 g              | kuprónikkel                             | recés               |
| 50 grosz | 20,5 mm             | 3,94 g              | kuprónikkel                             | recés               |
| 1 złoty  | 23 mm               | 5 g                 | kuprónikkel                             | sima és recés       |
| 2 złoty  | 21,5 mm             | 5,21 g              | mag: kuprónikkel gyűrű: alumínium-bronz | sima                |
| 5 złoty  | 24 mm               | 6,54 g              | mag: kuprónikkel gyűrű: alumínium-bronz | recés               |

A lengyel nevei:
1 grosz, 2 grosze, 5 groszy, 10 groszy, 20 groszy, 50 groszy, 1 złoty, 2 złote, 5 złotych.

## Bankjegyek

### 1995-ös lengyel uralkodók sorozat
1995. január 1-én vezették be a valutareform (1 új złoty = 10 000 régi złoty) keretében az új lengyel bankjegyeket 10, 20 és 50 złoty névértékben, majd 1995. június 1-én a 100 és a 200 złoty is forgalomba került. Az 1995-ös sorozat hivatalosan a "lengyel uralkodók sorozat" nevet kapta, rajtuk Lengyelország uralkodóinak portréja szerepel fő motívumként. Az 1995-ös sorozat tagjai, annak ellenére, hogy 1994-2012/2016 között folyamatosan nyomtatásban voltak, egységesen 1994. március 25-i rögzített dátumot és az 1994-ben hivatalban lévő jegybanki vezetők aláírását viselik.

Lengyel 10, 50 és 100 złotys bankjegyek az 1995-ös sorozatból.

### 2014-2017-es korszerűsített lengyel uralkodók sorozat
2014-ben biztonsági szempontból korszerűsített 10, 20, 50 és 100 złoty, majd 2016-ban 200 złoty címletű bankjegyek kerültek forgalomba. A dizájn csak kismértékben változott az 1995-ös sorozathoz képest, az 1995-ös sorozatnak a bankjegy teljes felületére kiterjedő ofszet alapnyomata helyett a korszerűsített bankjegyek vízjelmezőjén és egyes részein, nagyobb felületen nyomat nélkül maradt a fehét bakjegypapír. Az 1995-ös sorozat egységes, rögzített dátumával és egyetlen aláírás-változatával szemben ennek a korszerűsített sorozatnak a tagjai már többféle dátummal és aláírás változattal kerültek forgalomba. 2017-ben a sorozat tagjaként bevezették az  500 złoty címletű bankjegyet.
| Kép      | Kép      | Névérték  | Méret       | Szín | Szín            | Leírás                       | Leírás                      | Dátumok   | Dátumok           | Dátumok     |
| Előoldal | Hátoldal | Névérték  | Méret       | Szín | Szín            | Előoldal                     | Hátoldal                    | Nyomtatás | Kibocsátás        | Visszavonás |
| -------- | -------- | --------- | ----------- | ---- | --------------- | ---------------------------- | --------------------------- | --------- | ----------------- | ----------- |
|          |          | 10 złoty  | 120 × 60 mm |      | Barna           | I. Mieszko lengyel fejedelem | Régi lengyel dénár érme     | 1994      | 1995. január 1.   | Forgalomban |
|          |          | 20 złoty  | 126 × 63 mm |      | Lilás rózsaszin | I. Boleszláv lengyel király  | Régi lengyel dénár érme     | 1994      | 1995. január 1.   | Forgalomban |
|          |          | 50 złoty  | 132 × 66 mm |      | Kék             | III. Kázmér lengyel király   | Címersas, országalma, jogar | 1994      | 1995. január 1.   | Forgalomban |
|          |          | 100 złoty | 138 × 69 mm |      | Zöld            | II. (Jagelló) Ulászló        | Címersas, kardok            | 1994      | 1995. január 1.   | Forgalomban |
|          |          | 200 złoty | 144 × 72 mm |      | Aranysárga      | I. Zsigmond lengyel király   | Zsigmond kastélya           | 1994      | 1995. január 1.   | Forgalomban |
|          |          | 500 złoty | 150 × 75 mm |      | Világoskék      | III. János lengyel király    | Címersas, Wilanów-palota    | 2016      | 2017. február 10. | Forgalomban |

A lengyel nevei:
10 złotych, 20 złotych, 50 złotych, 100 złotych, 200 złotych, 500 złotych.

Lengyel bankjegyek és érmék. A 10, a 20 és az 50 złotys a korszerűsített, 2014 után forgalomba került sorozatba tartoznak, még a 100 złotys az eredeti, 1995-ös sorozatba.
Lengyel 500 złotys bankjegy, III. János király portréjával.

### Emlékbankjegyek
A lengyel jegybank Európában első helyen áll emlékbankjegyek kibocsátása terén, 2006 óta összesen tizenháromféle 20 złotys, egy 50 złotys, egy 19  złotys és egy 10  złotys emlékbankjegyet adtak ki. 
Az első lengyel emlékbankjegyet, 50 złoty névértékben 2006-ban, II. János Pál pápává választásának évfordulója alkalmából bocsátották ki. 
2018. augusztus 31-én a függetlenség 100. évfordulójára 20 złotys emlékbankjegyet bocsátottak ki.
| Névérték | szín              | méret       | Leírás                                                                       | Leírás                                                                     | Kibocsátás           | Kibocsátás alkalma                                                                                    |
| Névérték | szín              | méret       | Előlap                                                                       | Hátlap                                                                     | Kibocsátás           | Kibocsátás alkalma                                                                                    |
| -------- | ----------------- | ----------- | ---------------------------------------------------------------------------- | -------------------------------------------------------------------------- | -------------------- | --- |
| 50 złoty | ibolya            | 144 x 72 mm | II. János Pál pápa                                                           | a pápa Stefan Wyszyński kardinálissal                                      | 2006. október 16.    | 28 évvel korábban választották pápává                                                                 |
| 10 złoty | rózsaszín narancs | 138 x 69 mm | Józef Piłsudski, Belweder-palota                                             | Lengyelország címere, A lengyel légiók hősies tette című emlékmű Kielcében | 2008. október 21.    | A lengyel függetlenség 90 éves évfordulója alkalmából                                                 |
| 19 złoty | világoskék        |             |                                                                              |                                                                            | 2019. október 2.     | A Lengyel Biztonsági Nyomda (Polska Wytwórnia Papierów Wartościowych) 1919-es megalapítása alkalmából |
| 20 złoty | sárga             | 138 x 69 mm | Juliusz Słowacki, Krzemienieci nyári lak                                     | repülő daru, Sedation című vers részlete, III. Vasa Zsigmond emlékműve     | 2009. szeptember 23. | Juliusz Słowacki születésének 200. évfordulója                                                        |
| 20 złoty | fekete, szürke    | 138 x 69 mm | Frédéric Chopin, Chopin szülőháza Zelazowa Wolában Mazurka in B minor zenemű | Mazóviai táj, Chopin F minor etűdje                                        | 2010. február 26.    | Chopin születésének 200. évfordulója                                                                  |
| 20 złoty | barna, zöld       | 138 x 69 mm | Marie Skłodowska-Curie, Lengyelország címere, Sorbonne, rádium elem          | Rádium Intézet Varsóban, Nobel-díj érme                                    | 2011. december 9.    | a Nobel-díj odaítélésének 100. évfordulója                                                            |
| 20 złoty | barna, sárga      | 147 x 67 mm | Józef Piłsudski, Belweder-palota                                             | sas kitűző, a Lengyel Légió Első Brigádjának jelvénye                      | 2014. május 8.       | A lengyel légiók létrejöttének 100. évfordulója                                                       |
| 20 złoty | zöld, ibolya      | 138 x 69 mm | 1415 évszám, nyitott könyv, Jan Długosz                                      | Waweli székesegyház                                                        | 2015. augusztus 24.  | Jan Długosz születésének 100. évfordulója                                                             |
| 20 złoty | zöld              | 138 x 69 mm | Józef Piłsudski Polonia Restituta-érdemrend                                  | Lengyelország zászlaja lengyel katonai jelvény                             | 2018. augusztus 31.  | Lengyelország függetlenségének 100. évfordulója                                                       |

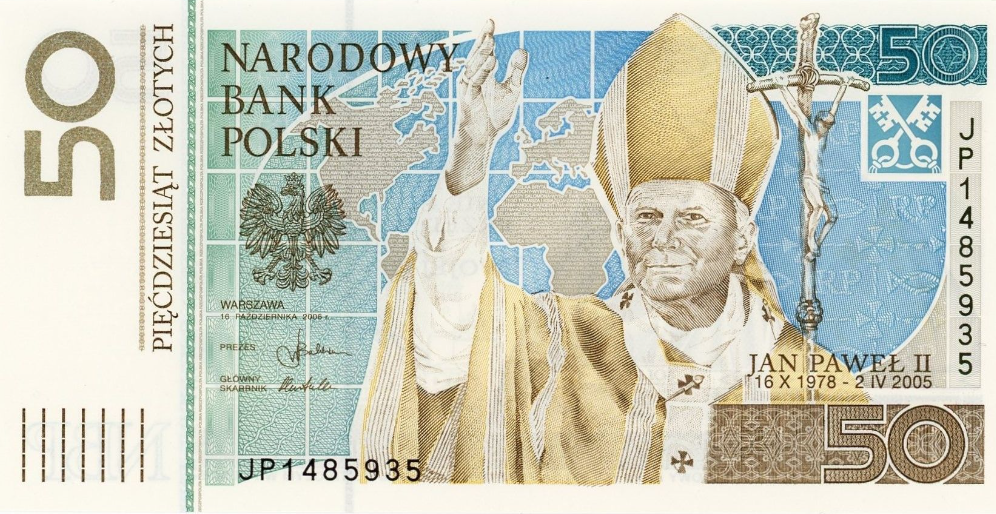
Lengyel 50 złotys II. János Pál pápa emlékbankjegy előoldala.
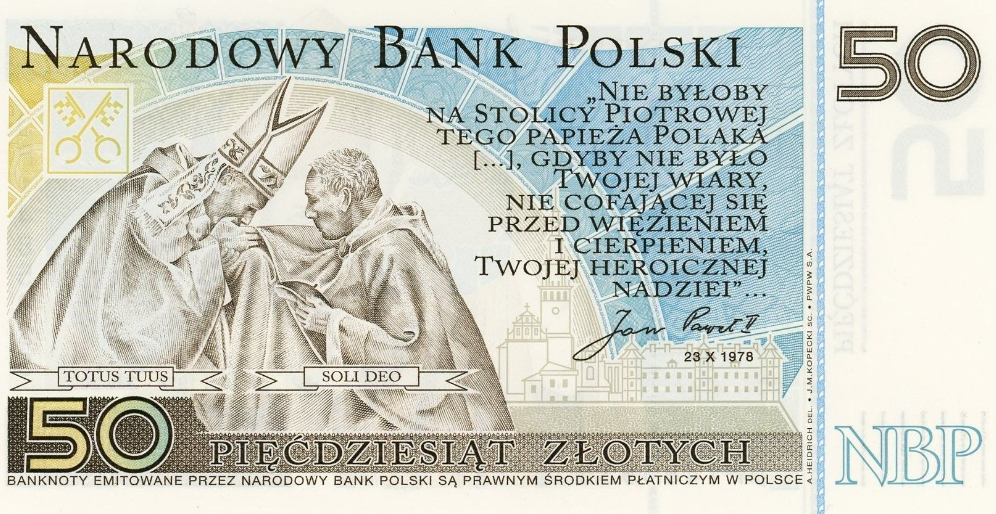
Lengyel 50 złotys II. János Pál pápa emlékbankjegy hátoldala.
Lengyel 19 złotys emlékbankjegy előoldala.
Lengyel 19 złotys emlékbankjegy hátoldala.